# العلاقات الهندية الماليزية
العلاقات الهندية الماليزية هي العلاقات الثنائية التي تجمع بين الهند وماليزيا.

## مقارنة بين البلدين
هذه مقارنة عامة ومرجعية للدولتين:
| وجه المقارنة                                              | الهند                       | ماليزيا       |
| --------------------------------------------------------- | --------------------------- | ------------- |
| المساحة (كم2)                                             | 3.29 مليون                  | 330.29 ألف    |
| عدد السكان (نسمة)                                         | 1.35 مليار                  | 31.62 مليون   |
| الكثافة السكانية (ن./كم²)                                 | 410.33                      | 95.73         |
| العاصمة                                                   | نيودلهي                     | كوالالمبور    |
| اللغة الرسمية                                             | اللغة الهندية، لغة إنجليزية | لغة ماليزية   |
| العملة                                                    | روبية هندية                 | رينغيت ماليزي |
| الناتج المحلي الإجمالي (بليون دولار)                      | 2.60 تريليون                | 314.50 مليار  |
| الناتج المحلي الإجمالي (تعادل القوة الشرائية) بليون دولار | 8.00 تريليون                | 817.43 مليار  |
| الناتج المحلي الإجمالي الاسمي للفرد دولار أمريكي          | 1.60 ألف                    | 9.77 ألف      |
| الناتج المحلي الإجمالي للفرد دولار أمريكي                 | 5.70 ألف                    | 25.64 ألف     |
| مؤشر التنمية البشرية                                      | 0.609                       | 0.779         |
| رمز المكالمات الدولي                                      | +91                         | +60           |
| رمز الإنترنت                                              | .in، .भारत ‏، .بھارت ‏،        | .my           |
| المنطقة الزمنية                                           | ت ع م+05:30، توقيت الهند    | ت ع م+08:00   |

## مدن متوأمة
في ما يلي قائمة باتفاقيات التوأمة بين مدن هندية وماليزية:
- ترتبط دلهي مع كوالالمبور باتفاقية توأمة منذ 10 أكتوبر 2001.[15][15][15][15]
- ترتبط نيودلهي مع كوالالمبور باتفاقية توأمة.
- ترتبط تشيناي مع كوالالمبور باتفاقية توأمة منذ 1966.

## منظمات دولية مشتركة
يشترك البلدان في عضوية مجموعة من المنظمات الدولية، منها:
| علم المنظمة | اسم المنظمة                        | تاريخ انضمام الهند | تاريخ انضمام ماليزيا |
| ----------- | ---------------------------------- | ------------------ | -------------------- |
|             | منظمة التجارة العالمية             | 1995               | ?                    |
|             | الاتحاد البريدي العالمي            | ?                  | ?                    |
|             | منتدى آسيان الإقليمي ‏              | ?                  | ?                    |
|             | دول الكومنولث                      | 15 أغسطس 1947      | ?                    |
|             | يونسكو                             | 4 نوفمبر 1946      | 16 يونيو 1958        |
|             | الفريق المعني برصد الأرض           | ?                  | ?                    |
|             | مؤسسة التمويل الدولية              | 20 يوليو 1956      | 20 مارس 1958         |
|             | بنك التنمية الآسيوي                | 1966               | 1966                 |
|             | منظمة حظر الأسلحة الكيميائية       | ?                  | ?                    |
|             | مؤسسة التنمية الدولية              | 24 سبتمبر 1960     | 24 سبتمبر 1960       |
|             | وكالة ضمان الاستثمار متعدد الأطراف | 6 يناير 1994       | 6 ديسمبر 1991        |
|             | الاتحاد الدولي للاتصالات           | 1869               | 3 فبراير 1958        |
|             | منظمة الشرطة الجنائية الدولية      | ?                  | ?                    |
|             | الأمم المتحدة                      | 30 أكتوبر 1945     | 17 سبتمبر 1957       |
|             | البنك الدولي للإنشاء والتعمير      | 27 ديسمبر 1945     | 7 مارس 1958          |
|             | المنظمة الهيدروغرافية الدولية      | ?                  | ?                    |

## أعلام
هذه قائمة لبعض الشخصيات التي تربطها علاقات بالبلدين:
- جاكلين فيرنانديز (ممثلة سريلانكية، 11 أغسطس 1985 – )
- مهاتير محمد (سياسي ماليزي، 10 يوليو 1925 – )

## وصلات خارجية
- موقع وزارة الخارجية الهندية
- موقع وزارة الخارجية الماليزية